# Coda (musik)

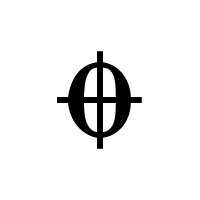
Coda-tecken i musiknotation

Coda, italienska för ”svans”, är i musiksammanhang ett avslutande tillägg till ett instrumentalverk eller en sats. Codor var vanliga under Wienklassicismen, i fugor, menuetter och särskilt i sonater, men förekommer även i mer sentida musik.
Codan kan ta många olika former. Ibland återvänder den till verkets huvudtema, ibland inte. Den kan vara kraftfull eller lågmäld, lång eller kort. Beethoven utvecklade codan till en lång sats som tydligt avvek från de tidigare satserna. Efter Beethoven blev codan nästan ett reguljärt inslag i sonatformen och beteckningen coda=svans därmed något missvisande.